# Alexandre César d'Anterroches
Alexandre César d'Anterroches (né au château d'Anterroches 23 mars 1719 - mort à Londres, le 28 janvier 1793), est un ecclésiastique qui fut le dernier évêque de Condom.

## Biographie
La famille d'Anterroches originaire du diocèse de Saint-Flour était « l'une des plus qualifiées de la province d'Auvergne au XVIIIe siècle ». Alexandre César nait au château d'Anterroches près de Murat. Il est le fils de Charles Louis (vers 1672 † 1742) et de Jeanne de Lastic (1684 † 1724). Chanoine-comte du chapitre de chanoines de Brioude de 1731 à 1737, il fait ses études au séminaire Saint-Sulpice. Il est ordonné prêtre en 1747 et licencié en théologie l'année suivante. Il est choisi comme vicaire général par l'archevêque de Cambrai Charles de Saint-Albin. Désigné comme évêque de Condom le 30 janvier 1763, il est confirmé le 16 mai et consacré le 5 juin par Charles de Saint-Albin. Devenu évêque, il ne se préoccupe que de son diocèse et s'adjoint dans cette tâche en 1788 comme vicaire général un prêtre du diocèse d'Auch Pierre-Paul de Faudoas, futur évêque de Meaux.
Le 3 avril 1789, il est élu député du clergé aux États généraux pour la Sénéchaussée d'Albret à Nérac. Après l'adoption par l'Assemblée nationale constituante le 12 juillet 1790, sanctionnée par Louis XVI le 24 août 1790, de la Constitution civile du clergé qui fait disparaitre son diocèse de Condom désormais intégré dans le département du Gers, il est parmi les trente députés prélats qui signent le 30 mai 1791 une lettre d'adhésion au bref du pape Pie VI qui condamne la nouvelle organisation. Il séjourne à Paris lorsqu'il est contraint de s'exiler en 1792 et meurt à Londres « d'une maladie de cœur » le 28 janvier 1793.